# 万仲平
万仲平（？—），男，中国电影录音师，八一电影制片厂录音师，中国电影金鸡奖最佳录音。毕业于北京大学无线电系。